# 意識混濁
意識混濁（いしきこんだく、英: clouding of consciousness）は、ブレイン・フォグ（英: brain fog）あるいはメンタル・フォグ（英: mental fog）としても知られ、通常よりも覚醒または認知のレベルが少し低下することである。その人は、時間や周囲の状況に対して意識がなくなり、注意を払うことが難しくなる。人は、この主観的な感覚を「心が霧（きり）に包まれている」と表現する。

## 背景
意識混濁という用語（独: Verdunkelung des Bewusstseins）は、1817年に医師ゲオルク・グライナーが提案して以来、常にせん妄（せんもう）の主な病因を意味してきた。精神障害の診断と統計マニュアル（DSM）は、歴史的にこの用語をせん妄の定義に使用してきた。しかし、DSM-III-RとDSM-IVでは、操作化しやすくするために「意識混濁」（英: clouding of consciousness）を「意識障害」（英: disturbance of consciousness）に置き換えたが、基本的には同じものである。意識混濁は、異常な意識の範囲中では、せん妄よりも軽症の場合がある。意識混濁は、亜症候性せん妄（英: subsyndromal delirium）と同義である場合がある。
亜症候群性せん妄は、全体的に重症度が低く、発症と持続時間に鋭さがなく、睡眠-覚醒周期が比較的安定しており、運動の変化が比較的安定しているという点で、通常のせん妄と異なる。亜症候群性せん妄の重要な臨床的特徴は、不注意、思考過程障害、理解力障害、および言語障害である。せん妄の完全な臨床症状には達しないことがある。集中治療室の患者のうち、亜症候性の患者は「集中治療せん妄チェックリスト（Delirium Screening Checklist）」のスコア0の患者と同じくらい生存する可能性があるが、スコア0の患者よりも高い率で長期療養を必要としたり（ただし、完全なせん妄の患者よりも低い率）、退院後の機能的自立度の程度が一般集団よりも低下するが、完全なせん妄よりも自立度が高いことが示されている。
臨床診療では、排他的で明確な標準的な検査がないため、診断は医師の主観的な印象に依存する。DSM-IV-TRでは、亜症候群性せん妄を「他に特定されていない認知障害」という種々雑多なカテゴリーにコード化するよう臨床医に指示している。

## 精神病理学
意識混濁のコンセプトモデルは、自分自身と環境の認識に責任をもった脳の意識部分について、その「全体レベル」（英: overall level）を調節している脳の一部という考えである。さまざまな病因がこの脳の調節部分を妨害し、それが意識の「全体レベル」を乱すことがある。このような、意識の一般的活性化のある種の仕組みは、「覚醒」（英: arousal）あるいは「覚醒状態」（英: wakefulness）と呼ばれている。
ただし、必ずしも傾眠 (英語版) を伴うものではなく、患者は覚醒している（眠くない）にもかかわらず、意識が混濁している（覚醒障害）ことがある。患者は逆説的に「目覚めているが、別の意味ではそうでない」と明言する。リポウスキーは、ここで言われている「覚醒」の低下は、正確には眠気と同義ではないことを指摘している。1つは昏睡状態に向かう段階であり、もう1つは全く異なる睡眠に向かう段階である。
患者は、自らの言葉で「もやもやする」と表現するような意識混濁の主観的な感覚を経験する。ある患者は、「どういうわけか、靄（もや）がかかったようになったと思った…輪郭がぼんやりしていた」と表現した。「ぼーっとなった」と表現する患者もいる。夢と同じように、意識、注意、時間や場所の見当感、知覚、意識が妨げられるため、患者は自身の全体的な経験と夢を比較する。ハーバード大学医学大学院の精神科医であり、精神科の臨床指導医でもあるバーバラ・シルドクラウト医学博士は、国を横断する自動車旅行中に、ヒロハハコヤナギのアレルギーのために抗ヒスタミン薬のクロルフェニラミンを単回服用した後、意識混濁を起こした主観的な体験（「メンタル・フォグ」とも彼女は呼んだ）について説明した。彼女は「頭がぼーっとする」感じと「夢のような状態」になったと述べた。彼女は、自身の判断が信用できない感覚と、意識が鈍ってどれだけ時間が経ったのかわからなかったと述べた。意識混濁の患者と離人症の患者のどちらも、自らの体験を夢の中の経験とたとえたとしても、同じ疾患ではない。計量的心理テストでは、意識混濁と離人症との関係を示す証拠はほとんど見られない。
これは、事実上あらゆる認知タスクの実行に影響を与える可能性がある。ある著者は、「言うまでもなく、道理に通じた覚醒がなければ認識は不可能である。」と述べている。認知には、知覚、記憶、学習、実行機能、言語、建設的才能、随意運動制御、注意および精神速度が含まれる。しかし、最も重要なのは、不注意、思考過程障害、理解力障害、および言語障害である。不注意はいくつかの認知機能を損なうことがあるため、障害の程度はさまざまである。患者は、もの忘れ、「混乱」、または「考えもまとまらない」と訴えることがある。その類似性にもかかわらず、亜症候群性せん妄は軽度認知障害（英: mild cognitive impairment）と同じものではない。根本的相違は、軽度認知障害は認知症と似た障害であり、覚醒（覚醒状態）の障害を伴わないということである。

## 病気として
認知テンポ遅延という新たな概念が、「ブレイン・フォグ」症状の発症に関与していることが指摘されている。
新型コロナウイルス感染症（COVID-19）から回復している患者は、COVID-19に関連するさまざまな神経学的および心理学的症状を反映する可能性のある「ブレイン・フォグ」を経験していると報告している。

## 参照項目
- 認知装具（英語版） - 認知障害を持つ人々のための個人向けリマインダーツール
- 離人症性障害 - 自分を外から見ているような、夢を見ているような感覚
- 日中の過剰な眠気（英語版） - 十分な睡眠後でも、持続的な眠気とエネルギー不足を示す状態
- 4ボックス試験（英語版） - 反応時間を測定するためのテスト
- 特発性過眠症 - 持続性あるいは反復性の日中の過度の眠気の発作を主症状とする睡眠障害の一種
- 不眠症 - 入眠や眠り続けることができない睡眠障害の一種
- 精神錯乱(en:Confusion) - 当惑したり不明瞭になる状態
- 軽度認知障害 - 認知機能が低下しているが、認知症とはいえない状態
- 鈍麻（英語版）（どんま） - 病状や外傷の結果、完全な覚醒に満たない状態
- 化学療法の晩発性障害（英語版） - 化学療法後の認知障害
- 灌流後症候群（英語版） - 心肺バイパスに起因する神経認知機能障害の集まり
- 反応性低血糖（英語版） - 高炭水化物食後4時間以内に発生する症候性低血糖の再発エピソード
- 睡眠慣性（英語版） - 目覚めの直後に起こる認知および感覚運動能力の障害
- 徐波睡眠（英語版）（じょはすいみん） - ノンレム睡眠のステージ3を構成する深い睡眠
- 傾眠（英語版）（けいみん） - 睡眠に対する強い欲求のある眠気状態
- 昏迷（こんめい）- 重要な精神機能と意識レベルの欠如